# West Runton
West Runton är en ort i Storbritannien.   Den ligger i grevskapet Norfolk och riksdelen England, i den sydöstra delen av landet, 180 km nordost om huvudstaden London. West Runton ligger 28 meter över havet och antalet invånare är 1 633.
Terrängen runt West Runton är platt. Havet är nära West Runton åt nordost. Runt West Runton är det ganska tätbefolkat, med 104 invånare per kvadratkilometer. Närmaste större samhälle är Sheringham, 2,3 km väster om West Runton. Trakten runt West Runton består till största delen av jordbruksmark.